# Scrobigera opheltes
Scrobigera opheltes là một loài bướm đêm trong họ Noctuidae.